# Katarzyna Cittadini
Katarzyna Cittadini właśc. Catarina Cittadini (ur. 28 sierpnia 1801 w Bergamo, zm. 5 maja 1857 w Somasco) – błogosławiona Kościoła katolickiego, założycielka Sióstr Urszulanek z Somasco.

## Życiorys
Jej rodzicami byli Giovanni Battista i Margherita Lanzani. W 1808 r. osierocona przez matkę i porzucona przez ojca, została razem z siostrą Judytą przyjęta do sierocińca nazywanego Conventino w Bergamo.
W 1823 r. uzyskała dyplom nauczycielki i wraz ze siostrą, opuściła Conventino. Następnie zamieszkały z kuzynami, będącymi duchownymi w Calozio. Pozostały tam ok. 2 lata. W 1826 r. przeniosły się do Somasco, gdzie początkowo mieszkały we wynajętym domu. W październiku 1826 r. kupiły budynek, który w późniejszym czasie stał się on centrum szkoły dla dziewcząt, a następnie utworzonego przez nią zgromadzenia. Caterina Cittadini pracowała jako nauczycielka i aktywnie uczestniczyła w życiu miejscowej parafii. Za duchowego ojca uważała św. Hieronima Emiliani, podziwiała i naśladowała jego przykład miłosierdzia i ubóstwa. Swoją pracę poświęciła dla osieroconych dziewcząt i tych, które nie mogły uczęszczać do szkół publicznych.
W 1832 r. powstała prywatna szkoła Cittadini, a w 1836 r. szkoła z internatem dla dziewcząt kierowana przez Judytę. W 1844 r. napisała Strumento di Società e di Sorte e anche di donazione reciproca o Vitalizio, dzieło będące deklaracją jej misji. W 1850 r. otrzymała od Piusa IX dekret ustanawiający prywatną kaplicę, w której mógł być przechowywany Najświętszy Sakrament. W latach 1850–51 kilkakrotnie zwracała się z prośbą do biskupa Bergamo Carlo Gritti Morlacchi, o aprobatę dla jej „małej religijnej rodziny”. W 1854 r. została zachęcona przez biskupa Pietro Luigi Sperariza do spisania reguły. Powstała ona w oparciu o konstytucje Urszulanek z Mediolanu, ale biskup jej nie zaakceptował. Dopiero kolejny tekst zyskał aprobatę, a powstałe zgromadzenie zostało nazwane Zgromadzeniem Sióstr Urszulanek od św. Hieronima z Somasco.
Przez pierwsze 10 lat działalności siostry zajmowały się edukacją w Somasca i Ponte San Pietro w diecezji Bergamo. Obecnie wykonują swoją misję edukacyjną nawet w Ameryce Łacińskiej i w Azji.

## Proces beatyfikacyjny
Beatyfikowana 29 kwietnia 2001 r. przez Jana Pawła II.